# Data East USA, Inc. v. Epyx, Inc.
Data East USA, Inc. v. Epyx, Inc. 862 F.2d 204, 9 U.S.P.Q.2d (BNA) 1322 (9th Cir. 1988) est un procès opposant les éditeurs de jeux vidéo Data East et Epyx. Ce dernier a en effet publié un jeu vidéo de karaté, baptisé International Karate, dont le gameplay est très similaire à celui d’un jeu de karaté publié précédemment par Data East, Karate Champ, qui accuse donc Epyx de violation de copyright. Après un jugement de la cour fédérale du district nord de Californie donnant raison à Data East, Epyx fait appel devant la cour d'appel des États-Unis pour le neuvième circuit qui annule cette décision le 30 novembre 1988 car elle considère que les ressemblances entre les deux jeux sont inhérentes à tous les jeux vidéo de karaté,.